# Dulle Griet
Dulle Griet (dosł. Szalona Gocha) – obraz olejny niderlandzkiego malarza Pietera Bruegla namalowany w 1562, a obecnie znajdujący się w Museum Mayer van den Bergh, w Antwerpii.

## Tło kulturowe
Prawdopodobnie obraz nawiązuje do treści, które zainspirowały Sebastiana Branta do napisania utworu Statek głupców, który opublikowany w Niderlandach w 1494 był Brueglowi znany. Tak jak w Walce karnawału z postem autor odwołuje się do ludowej tradycji niderlandzkiej, polegającej na organizowaniu orszaków karnawałowych, które mogły uchodzić za kwintesencję ludzkiej bezmyślności. Pierwowzorem Brueglowskiej Dulle Griet jest prawdopodobnie postać Frau Venus z poematu Branta.

## Opis
Obraz namalowany jest w tonacjach czerwieni. Zróżnicowanie kolorystyki pozwala autorowi na uzyskanie głębi przestrzennej kompozycji, co w powiązaniu z gloryfikacją motywów naturalistycznych stanowi o odmienności stylu Bruegla od stylu Boscha, z którym łączy go wiele. Bruegel nawiązuje również do techniki Joachima Patinira, który rozpowszechnił sposób przedstawiania pejzażu za pomocą głębi kolorów, dzięki zmianie tonacji z jasnych w ciemne lub odwrotnie.
Obraz przedstawia uzbrojoną w miecz i zwisający na sznurze nóż oraz odzianą w żelazny napierśnik kobietę, która chwiejąc się na nogach i uginając się pod ciężarem dźwiganego łupu, kroczy na czele orszaku kobiet w kierunku bram piekielnych. Otaczający ją krajobraz jest wyjątkowo przygnębiający i spustoszony. W oczy rzuca się też postać na drugim planie. Jest to człowiek dźwigający na swoich barkach łódź, która jest przygniatana, a może zatapiana przez kulę. Malowidło jest pełne fantastycznych, a czasem monstrualnych postaci, które wydają się być pogrążone w jakimś szaleńczym pochodzie lub tańcu.

## Symbolika
Wielu badaczy próbowało wyjaśnić symbolizm obrazu i przedstawionych na nim postaci. Nie ma jednak między nimi zgodności. Tytułowa Małgorzata bywa interpretowana jako personifikacja lub alegoria herezji lub przemocy, jako zły duch albo uosobienie niestałości, szaleństwa, chciwości lub żądzy. Próbowano także odnajdować w malowidle nawiązania do Apokalipsy.